# 克羅爾法
克羅爾法是精煉鈦的高溫冶金工業製程。1940年由盧森堡的冶金學家威廉·克羅爾（William J. Kroll）發明並獲得專利。克羅爾搬家到美國後將克羅爾法推廣到鋯的冶煉。克羅爾法現已幾乎取代亨特法在商業生產高純度鈦的地位。

## 製程
首先把從礦石中初步提煉過的金紅石或鈦鐵礦丟進1000 °C的流體化床，用從石油餾煉出的煤焦進行還原。接著對還原得到的混合物通氯氣，產生四氯化鈦（TiCl4）及多種易揮發的氯化物氣體，接著對這團混合氣體進行分餾。分餾後將純的四氯化鈦通入不銹鋼反應器，在800–850 °C的溫度下加入15%至20%過量的鎂或鈉熔融液（通常主要是鎂），以確保完全反應。
2Mg(l) + TiCl4(g) → 2MgCl2(l) + Ti(s)    [T = 800–850 °C]
反應結果會得到一堆複雜的產物如鈦、二氯化鈦、三氯化鈦、氯化鎂等等，但是只要重覆把反應後的湯汁抽掉並繼續加入熔融鎂就能刪減有礙結果的產物，並得到海綿鈦。接著把這些多孔的海綿鈦拿去瀝取槽或拿去真空蒸餾以進一步精煉。之後因海綿鈦只有內部較純，所以把海綿鈦去鱗皮、裁切邊部（切完廢料還可以回收再煉），剩下較純的海綿鈦丟進粉碎機製作碎塊。將碎塊以高壓壓成短棒，再把許多短棒焊在一起丟進電弧爐用石墨電極進行真空電弧熔煉（Vacuum arc melting，VAM）。為了確保鈦錠雜質夠少（或者想製造特定鈦合金，在此時就該刻意添加雜質），煉一次不夠可以再煉第二次、第三次，此即真空電弧再熔煉（Vacuum arc remelting，VAR）。煉完把鈦錠拿去真空環境冷卻固化。一般來說，真空熔煉煉越多次成本會顯著增高。多數的鈦煉出來價格是不鏽鋼的六倍。

## 歷史
世上有很多方法可以製造鈦金屬，1887年Nilsen及Pettersen用鈉還原鈦，此法後來被改良最佳化成亨特法。1920年代范·艾克用加熱分解四碘化鈦來製備高純度鈦。後來人們又發現四氯化鈦跟氫在高溫下反應生成鈦的氫化物，只要再將這些氫化物加熱分解掉就能得到純鈦。在這些背景下，克羅爾開發出新的儀器及還原劑來還原四氯化鈦。克羅爾本來不太想用高反應性的鹼金族、鹼土族元素來當還原劑，這些東西遇水就會爆炸。克羅爾起初用鈣當還原劑，效果不差，但產物的氧化物雜質偏多 後來製程開發成功的關鍵在於採用鎂當還原劑在1000 °C進行反應，並把反應容器內層以鉬包覆。 克羅爾法生產的鈦因純度極高所以延性極佳。克羅爾法的發明不僅使亨特法逐漸被淘汰，還撐起了生產鎂金屬的工業。
克羅爾法也不是沒有潛在的競爭對手。其一為熔融鹽電解法，惟此法還有諸如氧化還原循環、隔膜失效、樹枝狀晶沉積在電解液裡等等問題待解決。其二為已註冊專利的FFC劍橋法，它可以藉由通電將鈦的氧化物轉換成純鈦，免除海綿鈦加工的麻煩。  其三是高溫冶金製程，試圖改用鋁湯來當還原劑，好處是中間產物會比較單純，而且鋁也比較便宜且容易取得。

## 延伸閱讀
- P.Kar, Mathematical modeling of phase change electrodes with application to the FFC process, PhD thesis; UC, Berkeley, 2007.

## 外部連結
- Titanium: Kroll Method （页面存档备份，存于）: 橡樹嶺國家實驗室上傳YouTube的克羅爾法示意影片